# UFC Fight Night: Teixeira vs. Bader
UFC Fight Night: Teixeira vs. Bader（ユーエフシー・ファイトナイト：テイシェイラ・バーサス・ベイダー、別名UFC Fight Night 28）は、アメリカ合衆国の総合格闘技団体「UFC」の大会の一つ。2013年9月4日、ブラジル・ミナスジェライス州ベロオリゾンテのエスタジオ・ド・ミネリーニョで開催された。

## 大会概要
本大会ではグローバー・テイシェイラとライアン・ベイダーによるライトヘビー級ワンマッチが組まれた。
キャリア8戦全勝のJungle Fightウェルター級王者エリアス・シルヴェリオ、Jungle Fightライト級王者アイヴァン・ジョージ、Jungle Fightフェザー級王者ケヴィン・ソウザ、Fight Nightsフライ級王者アリ・バガウティノフがUFCデビュー。

### カード変更
負傷などによるカードの変更は以下の通り。
- マルセロ・ギマラエス → アイヴァン・ジョージ（第2試合）

- ケニー・ロバートソン → エリアス・シルヴェリオ（第3試合）

- サム・シシリア → ケヴィン・ソウザ（第5試合）

- ハファエル・アスンソン vs. TJ・ディラショー → アスンソンの疾病により中止

- ゴドフレド・ペペイ vs. サム・シシリア → ペペイの負傷により中止

- ジョニー・ベッドフォード vs. ウゴ・ヴィアナ → ベッドフォードの負傷により中止

- ウゴ・ヴィアナ vs. ウィルソン・ヘイス → ヴィアナの負傷により中止

## 試合結果

### アーリープレリム
第1試合 ウェルター級ワンマッチ 5分3R
○  ショーン・スペンサー vs.  ユーリ・ビルフォート ×
3R終了 判定2-1（30-27、28-29、29-28）

### プレリミナリーカード
第2試合 ウェルター級ワンマッチ 5分3R
○  アイヴァン・ジョージ vs.  キース・ウィスニエフスキー ×
3R終了 判定3-0（29-28、30-27、29-28）
第3試合 ウェルター級ワンマッチ 5分3R
○  エリアス・シルヴェリオ vs.  ジョアォン・ゼフェリーノ ×
3R終了 判定3-0（29-28、30-27、30-27）
第4試合 バンタム級ワンマッチ 5分3R
○  ルーカス・マルチンス vs.  ラミロ・ヘルナンデス ×
1R 1:10 TKO（リアネイキドチョーク）
第5試合 フェザー級ワンマッチ 5分3R
○  ケヴィン・ソウザ vs.  フェリペ・アランテス ×
3R終了 判定2-1（29-28、28-29、29-28）

### メインカード
第6試合 フライ級ワンマッチ 5分3R
○  アリ・バガウティノフ vs.  マルコス・ヴィニシウス ×
3R 3:28 TKO（右ストレート→パウンド）
第7試合 ミドル級ワンマッチ 5分3R
○  ハファエル・ナタル vs.  トル・トロエン ×
3R終了 判定3-0（30-27、30-27、29-28）
第8試合 ライト級ワンマッチ 5分3R
○  ピオトル・ホールマン vs.  フランシスコ・ドライナルド ×
2R 3:50 キムラロック
第9試合 フライ級ワンマッチ 5分3R
○  ジョセフ・ベナビデス vs.  ジュシー・フォルミーガ ×
1R 3:07 TKO（膝蹴り→パウンド）
第10試合 ミドル級ワンマッチ 5分3R
○  ホナウド・ジャカレイ vs.  岡見勇信 ×
1R 2:47 TKO（右ストレート→パウンド）
第11試合 ライトヘビー級ワンマッチ 5分5R
○  グローバー・テイシェイラ vs.  ライアン・ベイダー ×
1R 2:55 TKO（左フック→パウンド）

### 各賞
ファイト・オブ・ザ・ナイト： ハファエル・ナタル vs. トル・トロエン
ノックアウト・オブ・ザ・ナイト： グローバー・テイシェイラ
サブミッション・オブ・ザ・ナイト： ピオトル・ホールマン
各選手にはボーナスとして5万ドルが支給された。